# Ernesto Ruffini

Wapen

Ernesto Ruffini (San Benedetto Po, 19 januari 1888 – Palermo, 11 juni 1967) was een Italiaans geestelijke en kardinaal van de Rooms-Katholieke Kerk.
Ruffini bezocht het seminarie van Mantua en studeerde vervolgens aan de theologische faculteit in Milaan, aan het Angelicum  en het Pauselijk Bijbelinstituut in Rome. Hij werd op 10 juli 1910 tot priester gewijd. Tot 1930 onderwees hij aan het Romeins Grootseminarie en aan de Pauselijke Urbaniana Universiteit. In 1925 werd hij verheven tot Monseigneur en in 1928 werd hij secretaris van de Congregatie voor de Seminaries en Universiteiten. In 1930 volgde zijn benoeming tot prefect van de Pauselijke Lateraanse Universiteit. Ruffini had een grote belangstelling voor exacte wetenschappen en stond aan de wieg van de Medisch-biologische Unie van de Heilige Lucas.
Op 11 oktober 1945 benoemde paus Pius XII hem tot aartsbisschop van Palermo en tijdens het consistorie van 18 februari 1946 werd hij tot kardinaal gecreëerd. Hij kreeg de Santa Sabina als titelkerk. Hij nam deel aan het Conclaaf van 1958 dat leidde tot de verkiezing van paus Johannes XXIII en aan dat van 1963, waarbij paus Paulus VI werd gekozen. 
Tijdens zijn episcopaat liet hij zich gelden als een behoudende kardinaal. Tijdens het Tweede Vaticaans Concilie maakte hij deel uit van de zogenaamde Coetus Internationalis Patrum, een los verband van traditionalistische concilievaders. Hij keerde zich tegen vrijwel alle concilie-documenten. Op 26 juni 1967 was hij een van de eerste "slachtoffers" van het door Paulus VI in zijn motu proprio Ecclesiae Sanctae geformuleerde beleid dat (aarts)bisschoppen op hun vijfenzeventigste vrijwillig hun ontslag moesten nemen. Geheel vrijwillig ging dat in het geval van Ruffini niet. Ruffini werd woedend, toen hij hoorde dat hij ontslag kreeg en zou worden opgevolgd door Francesco Carpino.
Hij overleed op 78-jarige leeftijd aan een hartaanval.